# Filip Tronêt
Filip Tronêt, född 11 maj 1993, är en svensk fotbollsspelare som spelar för Europa Point.

## Klubbkarriär

### Tidig karriär
Tronêt började som ungdomsspelare i  Skultuna IS i Skultuna norr om Västerås. Han gick som 14-åring över till Västerås SK.

### Västerås SK
Under hösten 2009 skrev han på sitt första seniorkontrakt, ett treårskontrakt med Västerås SK.  Han debuterade för klubben den 17 april 2010 i premiären av Norrettan 2010, i en 0–0-match mot nykomlingen Dalkurd FF.
Det blev en lyckad debutsäsong för Tronêt som vann klubbens interna skytteliga på elva mål – och fick överlägset flest röster i klubbens sms-omröstning för priset "Årets lirare". Han blev uttagen till den årliga All star-matchen, som spelades mellan spelare födda 1991 och senare i division 1. Laget från Norrettan, som för övrigt tränades av VSK:s tränare Kalle Granath som under säsongen förde upp klubben i Superettan, vann matchen över Söderettan med 2–1 på Malmö IP. Efter matchen fick Tronêt ta emot utmärkelsen "Morgondagens stjärna".
Han debuterade i Superettan den 16 juli 2011 i en 2–2-match mot Qviding FIF.

### IF Brommapojkarna
I början av januari 2012 kom Västerås SK överens med Superettan-klubben IF Brommapojkarna om en försäljning, och den 9 januari 2012 skrev Tronêt på kontraktet. Det blev inga matcher för klubben under 2012, detta på grund av skador som höll honom utanför träning under sju månader.

### Lån till Västerås SK
I augusti 2012 återvände Tronêt till sin tidigare klubb Västerås SK på lån. Han debuterade den 18 augusti 2012 mot Akropolis IF i en match som slutade med en bortaförlust på 4–3, och där Tronêt gjorde 1–1-målet i den 12:e matchminuten.
I augusti 2015 lånades han åter ut till Västerås SK. Första matchen på denna utlåning kom den 23 augusti 2015 i en 3–2-vinst över Nyköpings BIS.

### Övergång till Västerås SK
Efter att ha varit utlånad till Västerås SK skrev Tronêt på ett ettårskontrakt med klubben inför säsongen 2016. I november 2016 förlängde han sitt kontrakt med två år. I november 2018 förlängde Tronêt återigen sitt kontrakt med två år. I november 2020 förlängde Tronêt sitt kontrakt i klubben med tre år. Efter säsongen 2023 fick han inte förlängt kontrakt och lämnade klubben.

### Europa Point
I december 2023 värvades Tronêt av gibraltiska Europa Point, där han skrev på ett halvårskontrakt.

## Landslagskarriär
Tronêt debuterade den 20 juli 2010 för Sveriges U17-landslag i 0–0-match mot Norge. Han fick spela alla tre matcherna under landslagsturneringen i Halland som Sverige vann. Han spelade sammanlagt tre matcher och gjorde ett mål för U17-landslaget under 2010. Han har även spelat sex matcher för Sveriges U19-landslag.